# Societas de Imitatione Christi
Die Societas de Imitatione Christi (lat.: Institutum Saeculare Societas de Imitatione Christi; de.: Gemeinschaft der Nachfolge Christi) ist ein 1947 in Österreich gegründetes Säkularinstitut  der römisch-katholischen Kirche. Das Institut hat seinen Sitz im Seminarhaus  „Hohe Warte“ in Wien und bietet 150 Unterkunftsplätze für Studierende an, es erhielt 1947 die bischöfliche Anerkennung.

## Grundlagen
Die weiblichen Mitglieder des Institutes lassen sich von der Spiritualität des Ignatius von Loyola leiten und folgen dem Leitgedanken „Gott in allen Dingen zu finden“. Zu den religiösen Pflichten zählen die Feier der Heiligen Messe, Betrachtung, Schriftlesung  und Exerzitien. Das Institut wurde gegründet um in der neuen Form des weltlichen Ordenslebens die Möglichkeiten der Neuevangelisierung zu praktizieren. Ihre Zielgruppe sind Frauen aus gebildeten Kreisen. Die Frauen tragen keine Ordenstracht, leben in Einzelhaushalten, kleinen Wohngemeinschaften oder in ihren Familien. Zur Ausübung des Berufsapostolats gelten als bevorzugte Berufe Lehrerin, Ärztin, Fürsorgerin, Schriftstellerin und Künstlerinnen. Das Arbeitsfeld umfasst die Laienseelsorge auf geistigem und wissenschaftlichem Gebiet, Schülerförderung für Mittel- und Hochschülerinnen in Wien, die Mitarbeit in Presse und Literatur und schließlich die Mitwirkung in der äußeren und inneren Mission.

## Hohe Warte 46
Das Haus Hohe Warte 46 in Wien beheimatet das Zentrum des Instituts und bietet Unterkünfte für Studenten. Es wurde im Sommer 1933 von Sigmund Freud und seiner Familie bewohnt.
2000 wurde das „Haus Hohe Warte 46“ komplett umgebaut. Zuvor diente es als Internat, heute werden Exerzitien, Besinnungstage, Hausmusikabende und Konzerte durchgeführt. Weitere Angebote sind Ikonenmalkurse, die Arbeit in Selbsterfahrungsgruppen und Supervision.